# لولو وانگ (رمان‌نویس)
لولو وانگ (به چینی: 王露露) (زادهٔ ۲۲ دسامبر ۱۹۶۰) نویسنده زاده چین است که از سال ۱۹۸۶ در هلند زندگی می‌کند. وی رمان‌نویسی پرفروش و همچنین ستون‌نویس است.

## اوایل زندگی
لولو وانگ در ۲۲ دسامبر ۱۹۶۰ در پکن چین زاده شد. مادرش معلم ادبیات بود. در دانشگاه پکن وانگ دروسی شامل زبان و ادبیات انگلیسی را خواند. پس از فارغ‌التحصیلی، او در دانشگاه تدریس کرد و پس از آن در سال ۱۹۸۶ در سن ۲۶ سالگی به هلند رفت. در آنجا وی در دانشگاه علوم کاربردی زوت در ماستریخت به تدریس چینی پرداخت.